# وردنبرگ (آلاباما)
وردنبرگ (به انگلیسی: Vredenburgh) شهرکی در شهرستان مونرو ایالت آلاباما است که مساحت آن ۳٫۹۳ کیلومترمربع است و در سرشماری سال ۲۰۱۰ میلادی، ۳۱۲ نفر جمعیت داشته و تراکم جمعیتی آن، ۷۹٫۳۹ نفر در کیلومترمربع بوده است.